# Хоркіна Світлана Василівна
Світлана Василівна Хоркіна (рос. Светла́на Васи́льевна Хо́ркина; нар. 19 січня 1979, Бєлгород, Бєлгородська область, Росія) — російська гімнастка, дворазова олімпійська чемпіонка (1996 та 2000 роки), чотириразова срібна призерка (1996, двічі 2000, та 2004 роки) та бронзова призерка (2004 рік) Олімпійських ігор, дев'ятиразова чемпіонка світу, п'ятнадцятиразова чемпіонка Європи.

## Виступи на Олімпіадах
| Олімпіада    | Дисципліна         | Місце |
| ------------ | ------------------ | ----- |
| Атланта 1996 | абсолютна першість | 15    |
| Атланта 1996 | командна першість  | 2     |
| Атланта 1996 | різновисокі бруси  | 1     |
| Сідней 2000  | абсолютна першість | 10    |
| Сідней 2000  | командна першість  | 2     |
| Сідней 2000  | вільні вправи      | 2     |
| Сідней 2000  | різновисокі бруси  | 1     |
| Афіни 2004   | абсолютна першість | 2     |
| Афіни 2004   | командна першість  | 3     |
| Афіни 2004   | різновисокі бруси  | 8     |

## Телебачення
- 2006 — Великі перегони — гравець
- 2007 — Володар гори — гравець
- 2020 — Судьба людини з Борисом Корчевниковим — гість
- 2020 — Маска (НТВ) — учасниця в костюмі чорної пантери
- 2020—2021 — Ти супер! — гість

## Кінообраз
Чемпіони. Швидше. Високо. Сильніше (режисер Артем Аксьоненко) (2016) — роль акторки Христини Асмус